# Aderus saginatus
Aderus saginatus is een keversoort uit de familie schijnsnoerhalskevers (Aderidae). De wetenschappelijke naam van de soort werd in 1895 gepubliceerd door Thomas Lincoln Casey.